# Ешка
Ешка (Красновка) — река в России, протекает по Некрасовскому району Ярославской области. Впадает в озеро Великое, проистекающее через реку Келноть в Волгу (Горьковское водохранилище). Длина реки составляет 7,3 км. Через протоки в Ешку впадают озёра Золотушное и Искробольское.

## Данные водного реестра
По данным государственного водного реестра России относится к Верхневолжскому бассейновому округу, водохозяйственный участок реки — Волга от Рыбинского гидроузла до города Кострома, без реки Кострома от истока до водомерного поста у деревни Исады, речной подбассейн реки — Волга ниже Рыбинского водохранилища до впадения Оки. Речной бассейн реки — (Верхняя) Волга до Куйбышевского водохранилища (без бассейна Оки).
Код объекта в государственном водном реестре — 08010300212110000011474.